# PcComponentes
PcComponentes es un comercio electrónico español de tecnología, especializado en productos informáticos, electrónicos y electrodomésticos, propiedad de la sociedad PcComponentes y Multimedia SLU.  En la actualidad pertenece al grupo YF Networks y opera en España, Francia, Italia y Portugal.

## Historia
Alfonso Tomás y Francisco Yúfera establecieron una tienda de informática en la localidad murciana de Alhama de Murcia, hasta que en 2005 decidieron especializarse en la venta por internet y fundaron PcComponentes como portal especializado.
En 2020 facturó 647 millones de euros y su plantilla contaba con más de 550 empleados. Además, cuenta con tres tiendas físicas: una en Alhama de Murcia, una en Madrid, junto a un Xperience Center en el corazón de Madrid, otra en Barcelona y una nueva tienda en el Centro Comercial Thader, ubicado a las afueras de Murcia.

## Origen
Durante los primeros años, PcComponentes se especializó en la venta de componentes de ordenador, portátiles y periféricos. Sin embargo, con los años fueron ampliando su oferta a nuevas líneas de producto relacionados con la electrónica de consumo: televisores, móviles y teléfonos inteligentes, gaming, cámaras de fotos, pequeño y gran electrodoméstico, smart home, etc.
Este incremento de la oferta hace crecer a PcComponentes y lo convierte en el quinto comercio electrónico por volumen de facturación en España en 2018, por detrás de Amazon, El Corte Inglés, AliExpress y eBay y el primero en ticket medio en 2019
En 2014, PcComponentes pasó de una tienda de 70 metros cuadrados y 5 empleados a un centro logístico de más de 15.000 metros cuadrados y múltiples instalaciones como oficinas y centros de i+D con casi 700 trabajadores repartidos entre sus sedes de Murcia, Barcelona, Madrid y Portugal. En la actualidad PcComponentes posee más de 62.000 referencias en stock de múltiples gamas de producto.
En 2020 PcComponentes se convierte en el segundo comercio electrónico del sector de la tecnología y los electrodomésticos por volumen de facturación en España en 2020, y el primero en ticket medio en 2020.

## Visión general
PcComponentes era en 2019 el segundo comercio electrónico tecnológico y de electrodomésticos de España por facturación según el ranking de ESHOWr. y la quinta empresa en facturación de la Región de Murcia, donde tiene su sede, según El Economista.
PcComponentes incorporó el Viernes Negro a la compra en línea en España.